# Вирембін
Вирембін (пол. Wyrębin, нім. Wyrembin) — село в Польщі, у гміні Козьмін-Велькопольський Кротошинського повіту Великопольського воєводства.
Населення — 270 осіб (2011).
У 1975-1998 роках село належало до Каліського воєводства.

## Демографія
Демографічна структура станом на 31 березня 2011 року:
|          | Загалом | Допрацездатний вік | Працездатний вік | Постпрацездатний вік |
| -------- | ------- | ------------------ | ---------------- | -------------------- |
| Чоловіки | 134     | 42                 | 79               | 13                   |
| Жінки    | 136     | 31                 | 73               | 32                   |
| Разом    | 270     | 73                 | 152              | 45                   |